# María Iraburu Elizalde
María Iraburu Elizalde (Pamplona, 1 de diciembre de 1964) es catedrática de Bioquímica y Biología Molecular y rectora de la Universidad de Navarra desde 2022.

## Trayectoria profesional y académica
Es la tercera de cinco hermanos. Vivió en el barrio pamplonés de San Juan. Estudió en los colegios de Notre Dame y Miravalles, antes de licenciarse en Ciencias Biológicas por la Universidad de Navarra. Defendió su tesis doctoral en el departamento de Bioquímica y Biología Molecular en 1992 y posteriormente realizó una estancia posdoctoral en el Centro de Investigaciones Hepáticas de la Escuela de Medicina Albert Einstein (Universidad Yeshiva) en Nueva York (1993-1996). En el curso 2018-19 realizó el Programa de Alta Dirección de Empresas (PADE) del IESE de la Universidad de Navarra.
En el año 1996 se incorporó a la Universidad de Navarra. Desde entonces, ha compatibilizado su carrera investigadora con la docencia y el gobierno universitario. Ha sido investigadora principal de siete proyectos de investigación subvencionados por el Gobierno de Navarra, el Ministerio de Sanidad y Consumo y del Plan de Investigación de la Universidad de Navarra, y ha dirigido ocho tesis doctorales. Su trabajo ha estado centrado en el estudio de mecanismos moleculares implicados en la fisiopatología hepática. Catedrática de Bioquímica y Biología Molecular, ha impartido docencia en las facultades de Medicina y Ciencias, de las que también ha sido vicedecana. Actualmente imparte las asignaturas de Structural and Functional Biochemistry y Biosíntesis de macromoléculas y su regulación, en el Grado de Bioquímica de la Facultad de Ciencias.
Ha ocupado diversos cargos en el Rectorado de la Universidad de Navarra: vicerrectora de Alumnos (2005-2012) y vicerrectora de Profesorado (2012-2022).
Junto con su tarea en la implantación de la estrategia de profesorado, durante los últimos años ha impulsado el proyecto de sostenibilidad de la Universidad de Navarra, así como el desarrollo del Instituto Core Curriculum, y la definición de las políticas de igualdad y conciliación. Ha impulsado la iniciativa Women for Science and Technology, dirigida a la visibilización de la mujer en la ciencia y a fomentar carreras científicas de alumnas de grado y posgrado de áreas STEM. Forma parte del claustro de profesores y ponentes habituales del Centro de Gobierno y Reputación de Universidades de la Universidad de Navarra.
En 2020 entró a formar parte del Consejo de administración de la Universidad Católica de América. Es miembro de las comisiones de profesorado y asuntos académicos y de estudiantes de esa universidad.
El 14 de diciembre de 2021, el gran canciller, monseñor Fernando Ocáriz nombró a María Iraburu nueva rectora de la Universidad de Navarra, en sustitución de Alfonso Sánchez-Tabernero, que lo era desde septiembre de 2012. La toma de posesión tuvo lugar el 10 de enero de 2022.

## Obras
- Iraburu Elizalde, María; López Moratalla, Natalia (2004). Los quince primeros días de una vida humana (2ª edición). Ediciones Universidad de Navarra. ISBN 978-84-313-2214-4.